# 岩国市立由宇小学校
岩国市立由宇小学校（いわくにしりつ ゆうしょうがっこう）は、山口県岩国市由宇町中央二丁目にある公立小学校。

## 沿革
- 1873年 - 開校。
- 1884年10月 - 由宇小学校と改称。
- 1887年4月 - 由宇尋常小学校と改称。
- 1893年3月 - 由宇尋常高等小学校と改称。
- 1941年4月 - 由宇町立由宇国民学校と改称。
- 1947年4月 - 由宇町立由宇小学校と改称。
- 1954年10月 - 学校給食開始。
- 1966年7月 - プール完成。
- 1973年3月 - 開校100周年記念行事。
- 1984年3月 - プール改修工事。
- 1989年3月 - 交通安全塔完成。
- 2002年3月 - ビオトープ完成。
- 2006年3月 - 市町村合併により岩国市立由宇小学校と改称。

## 通学区域
岩国市立小学校及び中学校の通学区域に関する規則より
- 岩国市
  - 由宇町千鳥ヶ丘一丁目、千鳥ヶ丘二丁目、千鳥ヶ丘三丁目、中央一丁目、中央二丁目、港一丁目、港二丁目、港三丁目、南沖一丁目、南沖二丁目、南沖三丁目、南沖四丁目、南一丁目、南二丁目、南三丁目、南四丁目、南五丁目、西一丁目、西二丁目、西三丁目、北一丁目、北二丁目、北三丁目、北四丁目、北五丁目、北六丁目、北七丁目及び由宇崎、由宇町のうち「清水、中村、正南、上北、有家」地区

## 進学先中学校
岩国市立小学校及び中学校の通学区域に関する規則より
- 岩国市立由宇中学校

## 交通
- 西日本旅客鉄道山陽本線 由宇駅から徒歩7分